# Карелі
Карелі (груз. ქარელი) – місто в центральній Грузії, регіон Шида Картлі. Адміністративний центр муніципалітету Карелі. 

## Географія
Розташоване на правому березі річки Мткварі, 94 км на захід від Тбілісі. Висота над рівнем моря – 620 м.

## Клімат
У Карелі вологий субтропічний клімат з переважно холодними зимами та тривало теплим літом.
| Кліматограма Карелі | Кліматограма Карелі | Кліматограма Карелі | Кліматограма Карелі | Кліматограма Карелі | Кліматограма Карелі | Кліматограма Карелі | Кліматограма Карелі | Кліматограма Карелі | Кліматограма Карелі | Кліматограма Карелі | Кліматограма Карелі |
| --- | ------------------- | ------------------- | ------------------- | ------------------- | ------------------- | ------------------- | ------------------- | ------------------- | ------------------- | ------------------- | ------------------- |
| С | Л                   | Б                   | К                   | Т                   | Ч                   | Л                   | С                   | В                   | Ж                   | Л                   | Г                   |
| 57 3 −7 | 54 4 −6             | 93 8 −3             | 134 13 2            | 145 18 8            | 110 22 12           | 83 25 15            | 77 26 15            | 76 21 11            | 95 16 6             | 66 9 −1             | 63 4 −6             |
| Середня макс. і мін. температури повітря (°C) Атмосферні опади (мм), за рік : 1053 мм. Джерело: «Climate-Data.org» (англ.) |                     |                     |                     |                     |                     |                     |                     |                     |                     |                     |                     |

## Історія
Перша згадка про Карелі як село зафіксовано в документах 1715 року. У той час поселення було власністю титулованої сім’ї Ціцішвілі. З 1939 р. – центр однойменного району. Статус міста отримано в 1981 році.

## Населення
Станом на 2022 рік чисельність населення міста налічує 6,867 осіб.
| Рік  | Чисельність | Чисельність |
| ---- | ----------- | ----------- |
| 1959 | 5407        | [ 1 ]       |
| 1970 | 6698        | [ 1 ]       |

| Рік  | Чисельність | Чисельність |
| ---- | ----------- | ----------- |
| 1979 | 8473        | [ 1 ]       |
| 1989 | 8271        | [ 1 ]       |

| Рік  | Чисельність | Чисельність |
| ---- | ----------- | ----------- |
| 2002 | 7185        | [ 1 ]       |
| 2014 | 6654        | [ 1 ]       |

| Рік  | Чисельність | Чисельність |
| ---- | ----------- | ----------- |
| 2022 | 6867        | [ 1 ]       |
| 2023 | 6902        | [ 3 ]       |

| Рік  | Чисельність | Чисельність |
| ---- | ----------- | ----------- |
| 1959 | 5407        | [ 1 ]       |
| 1970 | 6698        | [ 1 ]       |

| Рік  | Чисельність | Чисельність |
| ---- | ----------- | ----------- |
| 1979 | 8473        | [ 1 ]       |
| 1989 | 8271        | [ 1 ]       |

| Рік  | Чисельність | Чисельність |
| ---- | ----------- | ----------- |
| 2002 | 7185        | [ 1 ]       |
| 2014 | 6654        | [ 1 ]       |

| Рік  | Чисельність | Чисельність |
| ---- | ----------- | ----------- |
| 2022 | 6867        | [ 1 ]       |
| 2023 | 6902        | [ 3 ]       |

## Культура та пам'ятки

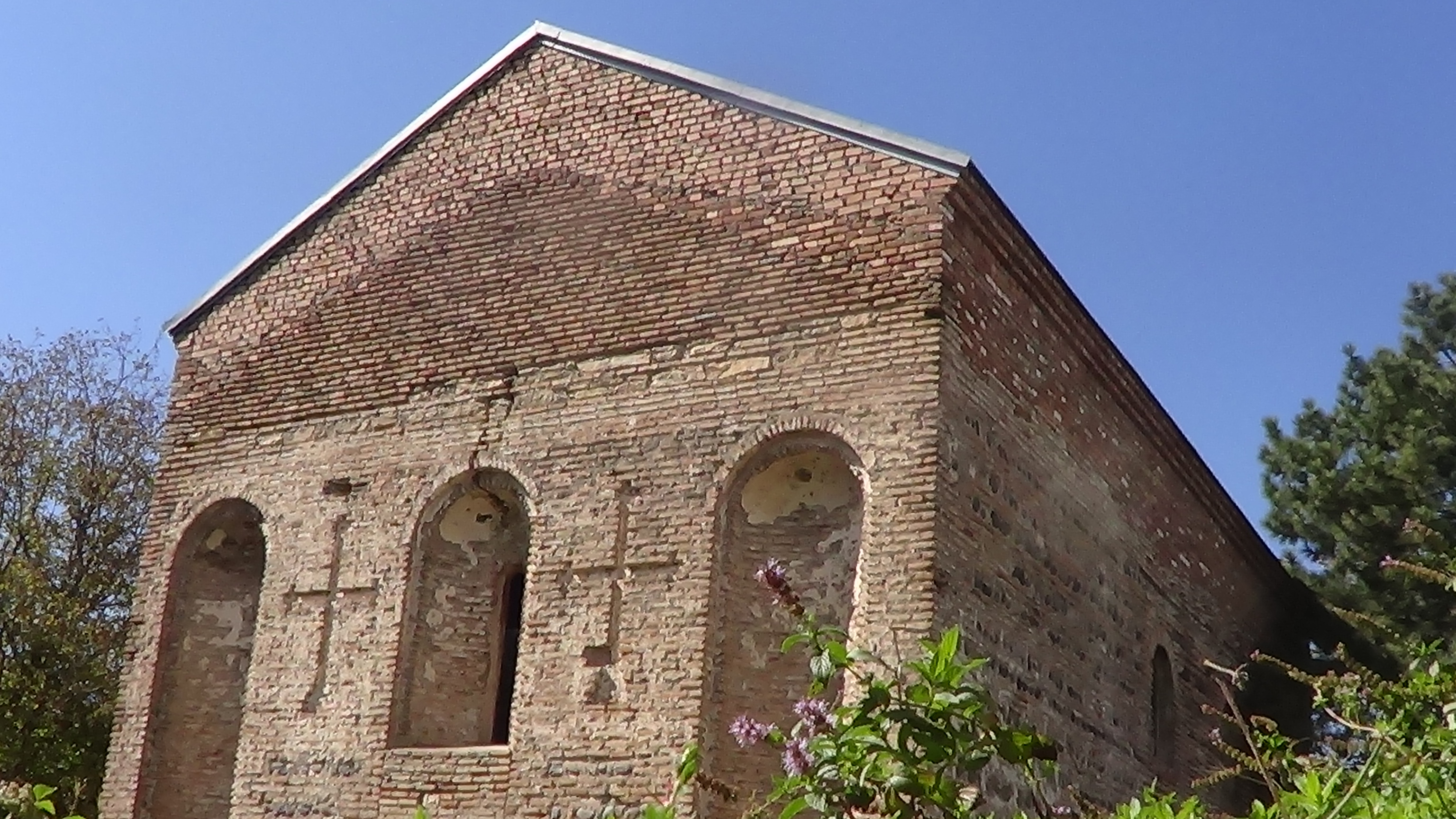

В околицях міста розташовано кілька архітектурних пам’яток середньовічної Грузії, а саме: церкви Згудері, Самцеврісі, Урбнісі, Руїсі та Кінцвісі, а також, фортеця Ортубані (Дзама).

## Інфраструктура
У Карелі є залізнична станція, промислові підприємства, заклади охорони здоров’я, освіти та культурні установи.